# Pimentpasta

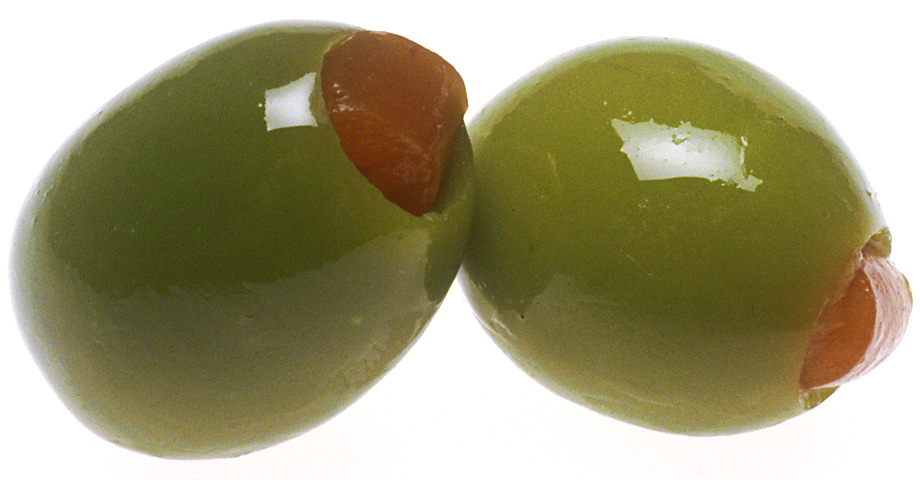
Gevulde olijven

Pimentpasta of paprikapasta is een voedingsingrediënt dat gebruikt wordt als de rode vulling voor groene olijven.
In tegenstelling tot wat de naam doet vermoeden, wordt de pasta niet gemaakt van piment, maar van een poeder van rode paprika (Spaans: pimiento). Dit poeder wordt in water gemengd met alginaat en guargom tot een pasta. Vervolgens verandert deze pasta tot een gel met behulp van een oplossing van calciumchloride in water: het alginaat reageert met de calciumionen. De resulterende gel wordt in lange stroken van een paar centimeter breed gevormd en machinaal verwerkt als vulling van olijven (waaruit de pit eerst was verwijderd). Op de verpakking van deze olijven staat dan vermeld dat pimentpasta is gebruikt voor de vulling.
In andere landen zoals Spanje kun je ook gevulde olijven met echte paprika verkrijgen.

## Bron
- Keuringsdienst van Waarde, onderwerp: "Gevulde olijf", oktober 2010.
- (en) Patentbeschrijving octrooinummer 5100681 "Process for preparing pimento paste for stuffing pitted olives".